# Referéndum constitucional de Gabón de 1958
Un referéndum constitucional para aprobar una nueva constitución en Francia tuvo lugar en Gabón francés el 28 de septiembre de 1958 como parte de un referéndum más amplio realizado en la Unión Francesa. La nueva constitución vería al país volverse para de la nueva Comunidad Francesa de ser aprobada, o resultaría en la independencia si era rechazada. La constitución fue aprobada por el 92,6% de los electores con un 78,7% de participación.

## Resultados
| Opción                              | Votos   | %     |
| ----------------------------------- | ------- | ----- |
| A favor                             | 190 334 | 92,58 |
| En contra                           | 15 244  | 7,42  |
| Votos en blanco/nulos               | 3 022   | –     |
| Total                               | 208 600 | 100   |
| Electores registrados/participación | 265 161 | 78,67 |
| Fuente: Direct Democracy            |         |       |